# قرية المثليين

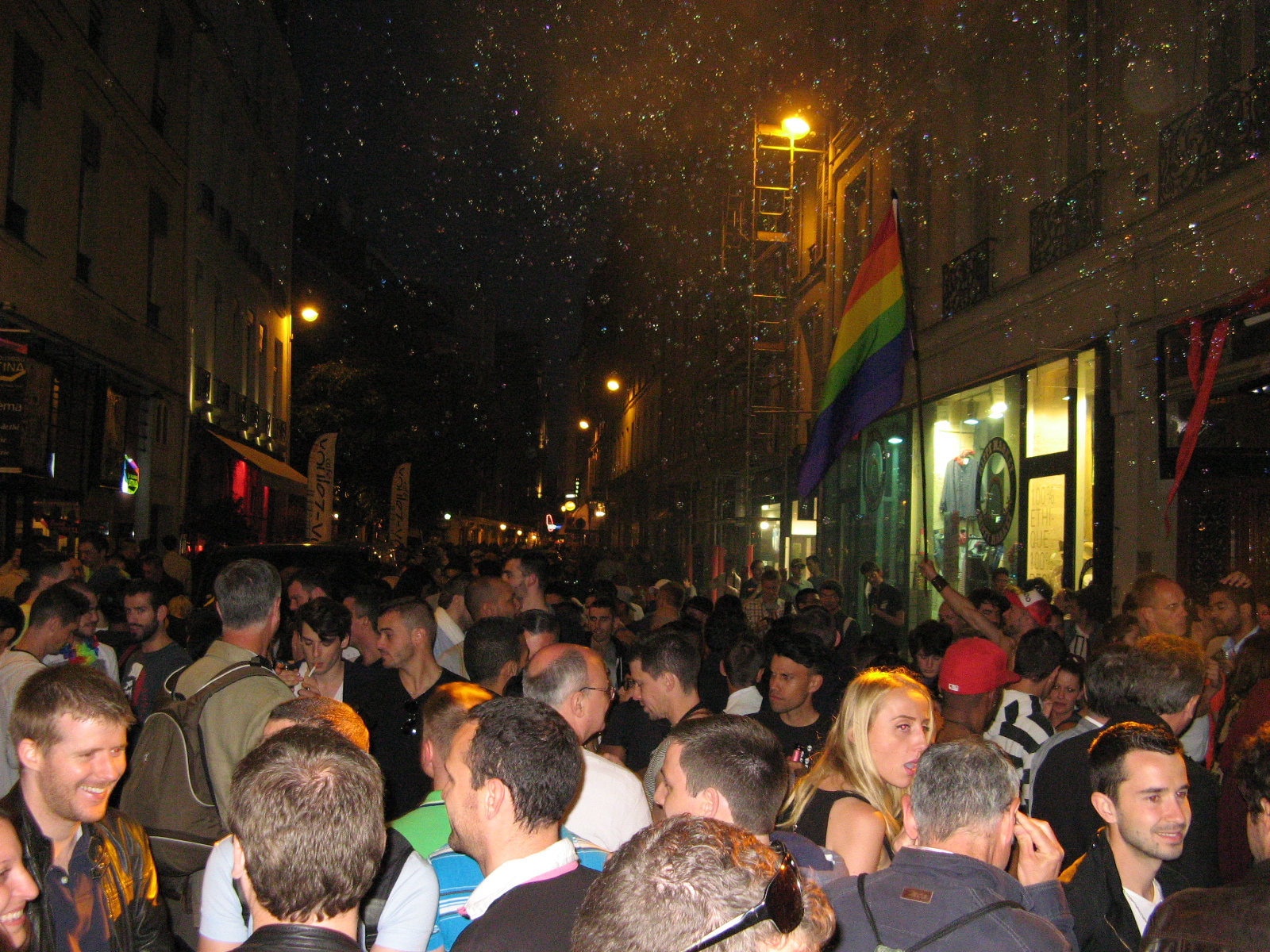
قرية المثليين في لو ماريه بباريس

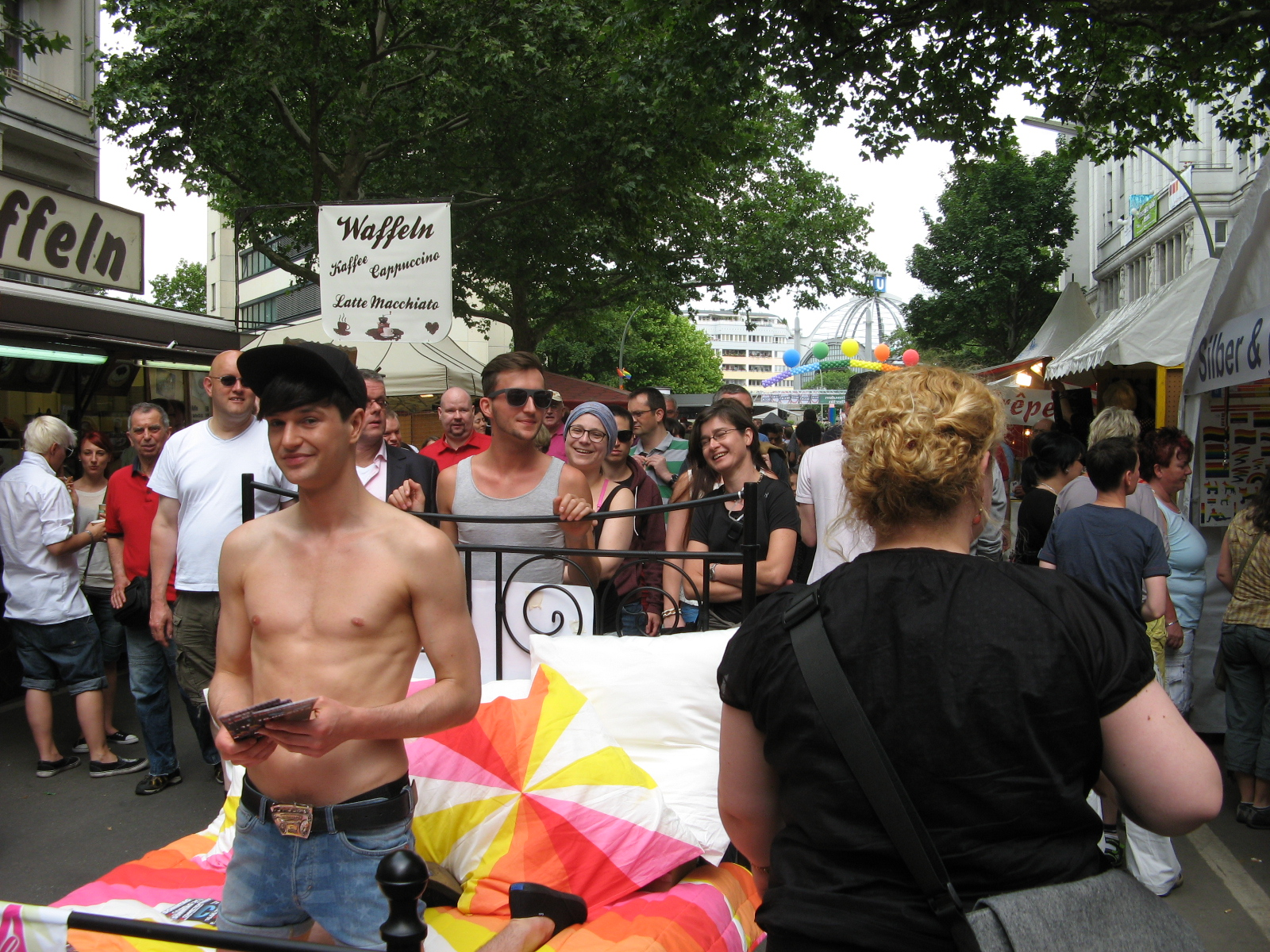
قرية المثليين في شونبيرج، برلين

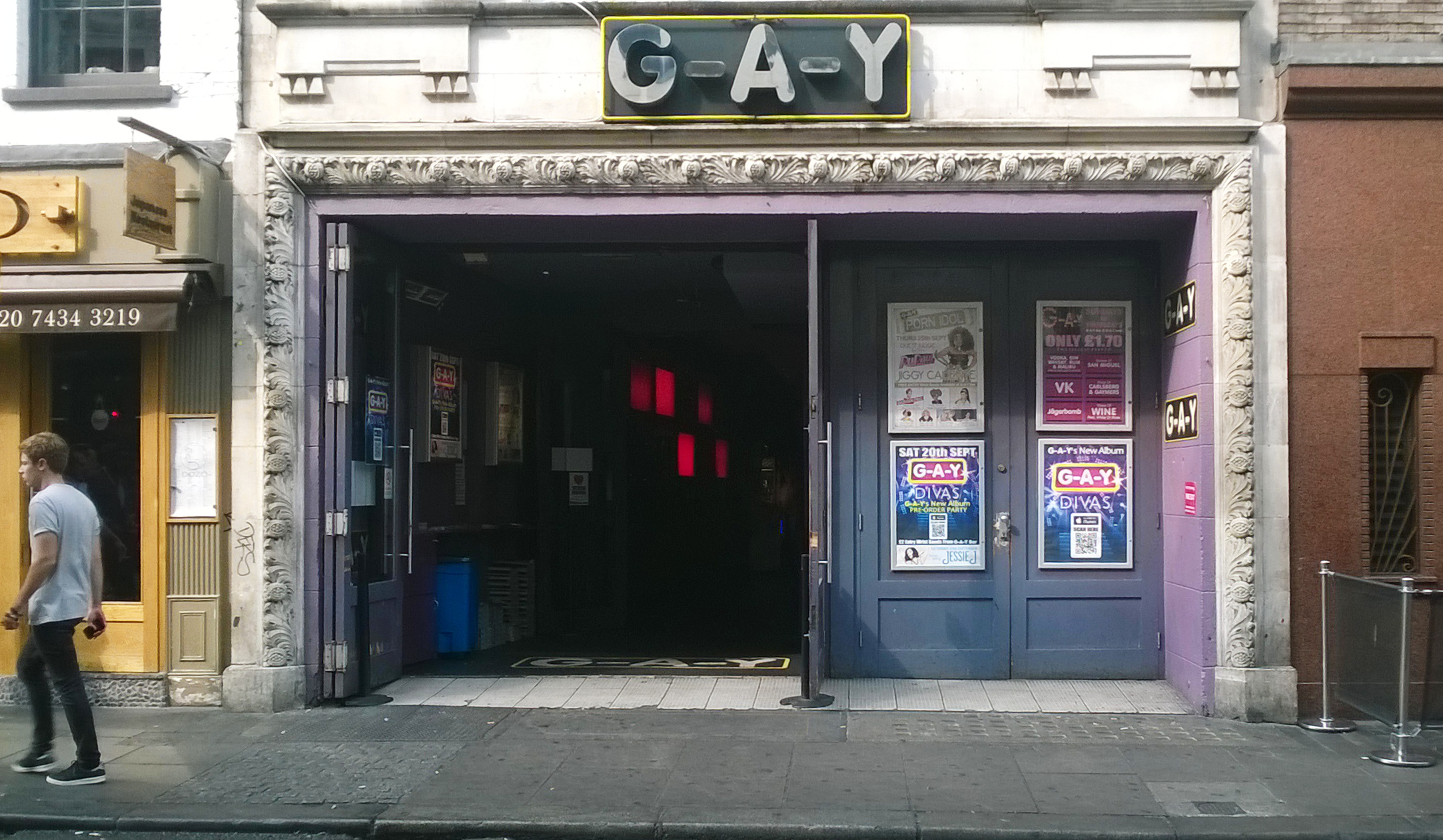
قرية المثليين في سوهو، لندن

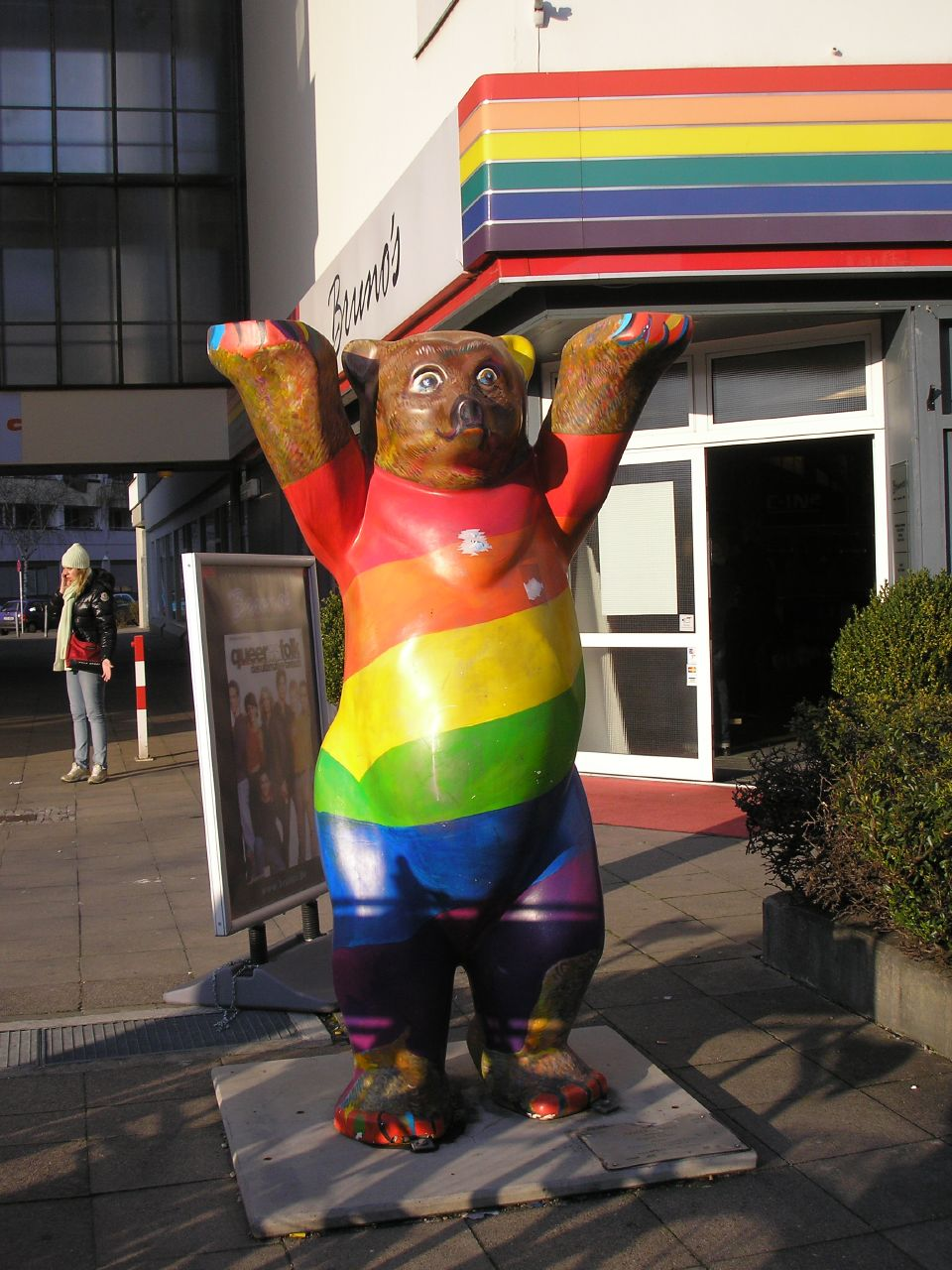
الدب المثلي في نولندورفبراتز، برلين

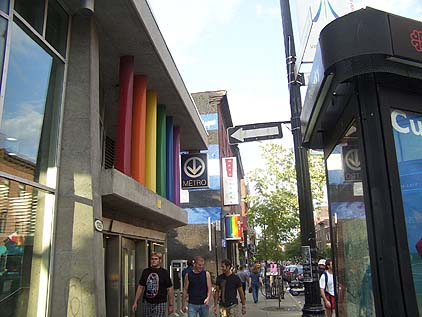
محطة مترو في منطقة قرية المثليين بمونتريال

قرية المثليين (بالإنجليزية: gay village)‏ ‏ وتعرف أيضا بأسماء مثل: حي المثليين، أو مكان المثليين هي حي يعيش أو يتردد عليه عدد كبير من المثليات، المثليين، مزدوجي الميول الجنسي والعابرين جنسيا. غالبا ما تضم قرى المثليين عددا من المنشآت الموّجهة للمثليين، مثل حانات المثليين، النوادي الليلية، الحمامات، المطاعم، المحلات وبيع المكتبات. من بين قرى المثليين الأكثر شهرة نذكر سوهو في لندن، برمنغهام في إنجلترا، الكنيسة وويلسلي في تورونتو، تشيلسي بمانهاتن في نيويورك ومنطقة كاسترو بسان فرانسيسكو، تشويكا بمدريد، شونبيرج ببرلين، شارع القناة بمانشستر ولوماريه بباريس .
في أمريكا الشمالية أيضا مثل مقاطعة لوس انجليس في غرب هوليوود، دوبونت سيركل بواشنطن ووسط مدينة أتلانتا.
هذه المناطق قد تمثل واحة صديقة لمجتمع المثليين في ما قد يعد مدينة معادية لهم أو ببساطة كونها تحتوي على نسبة عالية من السكان المثليين أو الشركات. وتنتشر في التجمعات الحضارية، وقد تمكن بعض المثليين من الاستفادة من المساحات الخاصة باعتبارها وسيلة لتعكس القيمة الثقافية وخدمة ذوي الاحتياجات الخاصة من الأفراد في ما يتعلق بالمجتمع ككل.

## السكان المثليين

### أعلى نسب السكان المثليين في مدن البرازيل
في عام 2009، قدرت دراسة أجرتها جامعة ساو باولو في 10 عواصم من الولايات البرازيلية، أن نسبة 7.8% من سكان البرازيل الذكور هم مثليون و2.6% هم من مزدوجي الميول الجنسي (أي ما مجموعه 10.4%)، في حين قدر أن نسبة 4.9% من السكان الإناث مثليات و1.4% هم من مزدوجي الميول الجنسي (أي ما مجموعه 6.3%).
في مدينة ريو دي جانيرو قدر 19.3% من السكان الذكور أنهم مثليون أو مزدوجي الميول الجنسي.من بين السكان الإناث في مدينة ماناوس، قدرت نسبة 10.2% أنهم مثليات أو مزدوجي الميول الجنسي
| مرتبة | المدينة        | النسبة المائوية لسكان المدينة | السكان المثليين | السكان المثليين |
| مرتبة | المدينة        | النسبة المائوية لسكان المدينة | الرتبة          |                 |
| ----- | -------------- | ----------------------------- | --------------- | --------------- |
| 1     | ريو دي جانيرو  | 14.30%                        | 1               |                 |
| 2     | فورتاليزا      | 9.35%                         | 2               |                 |
| 3     | ماناوس         | 8.35%                         | 3               |                 |
| 4     | ساو باولو      | 8.20%                         | 4               |                 |
| 5     | سالفادور       | 8.05%                         | 5               |                 |
| 6     | برازيليا       | 7.95%                         | 6               |                 |
| 7     | بيلو هوريزونتي | 6.85%                         | 7               |                 |
| 8     | كوريتيبا       | 6.55%                         | 8               |                 |
| 9     | بورتو أليغري   | 5.95%                         | 9               |                 |
| 10    | كويابا         | 5.65%                         | 10              |                 |

### أعلى نسب السكان المثليين في الولايات المتحدة
المدينة الأمريكية التي تضم أكبر عدد من المثليين هي نيويورك حيث يقدر عدد السكان المثليين في المدينة بأكثر من 272,493 نسمة. تحتل لوس أنجلوس المرتبة الثانية حيث يبلغ عدد سكانها المثليين ما يقارب 154,270، تليها شيكاغو مع 114,449نسمة، وسان فرانسيسكو مع 94,234 نسمة.
الأرقام المًعطاة الآتية هي تقديرات تستند إلى مسح المجتمع الأميركي (ACS) التابع لمكتب تعداد الولايات المتحدة.

#### حسب المدينة الأمريكية
| ترتيب | مدينة         | النسبة المئوية من عدد سكان المدينة | عدد السكان من المثليين والمثليات ومزدوجي الميول | عدد السكان من المثليين والمثليات ومزدوجي الميول |
| ترتيب | مدينة         | النسبة المئوية من عدد سكان المدينة | عدد السكان                                      | ترتيب                                           |
| ----- | ------------- | ---------------------------------- | ----------------------------------------------- | ----------------------------------------------- |
| 1     | مدينة نيويورك | 4.5%                               | 272,493                                         | 1                                               |
| 2     | لوس أنجلوس    | 5.6%                               | 154,270                                         | 2                                               |
| 3     | شيكاغو        | 5.7%                               | 114,449                                         | 3                                               |
| 4     | سان فرانسيسكو | 15.4%                              | 94,234                                          | 4                                               |
| 5     | فينيكس        | 6.4%                               | 63,222                                          | 5                                               |
| 6     | هيوستن        | 4.4%                               | 61,976                                          | 6                                               |
| 7     | سان دييغو     | 6.8%                               | 61,945                                          | 7                                               |
| 8     | دالاس         | 7.0%                               | 58,473                                          | 8                                               |
| 9     | سياتل         | 12.9%                              | 57,993                                          | 9                                               |
| 10    | بوسطن         | 12.3%                              | 50,540                                          | 10                                              |
| 11    | فيلادلفيا     | 4.2%                               | 43,320                                          | 11                                              |
| 12    | أتلانتا       | 12.8%                              | 39,085                                          | 12                                              |
| 13    | سان هوزيه     | 5.8%                               | 37,260                                          | 13                                              |

| ترتيب | مدينة          | النسبة من عدد سكان المدينة | عدد السكان من المثليين والمثليات ومزدوجي الميول | عدد السكان من المثليين والمثليات ومزدوجي الميول |
| ترتيب | مدينة          | النسبة من عدد سكان المدينة | عدد السكان                                      | ترتيب                                           |
| ----- | -------------- | -------------------------- | ----------------------------------------------- | ----------------------------------------------- |
| 1     | سان فرانسيسكو  | 15.4%                      | 94,234                                          | 4                                               |
| 2     | سياتل          | 12.9%                      | 57,993                                          | 9                                               |
| 3     | أتلانتا        | 12.8%                      | 39,805                                          | 12                                              |
| 4     | منيابولس       | 12.5%                      | 34,295                                          | 16                                              |
| 5     | بوسطن          | 12.3%                      | 50,540                                          | 10                                              |
| 6     | ساكرامنتو      | 9.8%                       | 32,108                                          | 20                                              |
| 7     | بورتلاند       | 8.8%                       | 35,413                                          | 14                                              |
| 8     | دنفر           | 8.2%                       | 33,698                                          | 17                                              |
| 9     | واشنطن العاصمة | 8.1%                       | 32,599                                          | 18                                              |
| 10    | أورلاندو       | 7.7%                       | 12,508                                          | 36                                              |
| 11    | سولت ليك سيتي  | 7.6%                       | 14,201                                          | 32                                              |